# جوليانو جيما
جوليانو جيما (بالإيطالية: Giuliano Gemma)‏ هو نحات وممثل إيطالي، ولد في 2 سبتمبر 1938 في إيطاليا، وتوفي بنفس المكان في 1 أكتوبر 2013 بسبب حادث مرور. اشتهر عالميًا بعمله في أفلام الويسترن سباغيتي، وبالأخص أدائه لشخصية العنوان في فيلم A Pistol for Ringo عام 1965، وكذلك تتمته في فبلمThe Return of Ringo في نفس العام. من أفلامه المعروفة أيضا أريزونا كولت (1966)، يوم الغضب (1967) مع لي فان كليف، وكاليفورنيا (1977).

## السيرة
ولد جيما في روما، وعمل في البداية كرجل أعمال، ثم عرض عليه المخرج دوشيو تيساري أدوارا في السينما، بدءًا من فيلم Arrivano i titani عام 1962. كما ظهر في فيلم إل غاتوباردو للمخرج لوتشينو فيسكونتي. نال جيما لاحقًا دور البطولة في أفلام السباغيتي في أفلام مثل مسدس لرينغو (Una pistola per Ringo)،  دم مقابل دولار فضي  (Un dollaro bucato) ، مطلوب  ويوم الغضب (I giorni dell'ira). كان يُسجل أحيانًا في شارة البداية باسم مونتغمري وود. آخر فيلم سباغيتي مثله كان السرج الفضي عام 1978. نجت مهنة جوليانو جيما بعد انحسار هذا الصف، وظل نشطًا على التلفزيون الإيطالي.
لعب جيما في مجموعة متنوعة من الأفلام، بما في ذلك أفلام فنية مثل صحراء التتار  (Il deserto dei tartari) للمخرج فاليريو زورليني في عام 1976. ونال عنه جائزة ديفيد دي دوناتيلو، وهو المكافئ الإيطالي لجائز الأوسكار، عن دور الرائد.
ابنته فيرا جيما هي أيضا ممثلة. عمل جوليانو جيما أيضًا كنحات.
توفي جيما في 1 أكتوبر 2013 إثر حادث سير في تشرفيتيري بالقرب من روما. تم نقله إلى مستشفى في تشيفيتافيكيا وأعلن عن وفاته بعد وقت قصير من وصوله. كما أصيب في الحادث راكبان آخران، رجل وابنه. 

## أعمال

### أفلام
- (1959) بن هور[7][8][9]
- (1963) إل غاتوباردو
- (1976) صحراء التتار
- (2012) إلى روما مع الحب[10]

## وصلات خارجية
- جوليانو جيما على موقع IMDb (الإنجليزية)
- جوليانو جيما على موقع روتن توميتوز (الإنجليزية)
- جوليانو جيما على موقع مونزينجر (الألمانية)
- جوليانو جيما على موقع ألو سيني (الفرنسية)
- جوليانو جيما على موقع تيرنر كلاسيك موفيز (الإنجليزية)
- جوليانو جيما على موقع أول موفي (الإنجليزية)
- جوليانو جيما على موقع قاعدة بيانات الأفلام السويدية (السويدية)
- جوليانو جيما على موقع ديسكوغز (الإنجليزية)
- جوليانو جيما على موقع قاعدة بيانات الفيلم (الإنجليزية)
- جوليانو جيما على موقع كينوبويسك (الروسية)